# ناهمسان‌ریخت‌ها
ناهمسان‌ریخت‌ها (نام علمی: Malacomorpha) نام یک سرده از شاخه بندپایان است.